# Кюрси-сюр-Орн
Кюрси́-сюр-Орн (фр. Curcy-sur-Orne) — коммуна во Франции, находится в регионе Нижняя Нормандия. Департамент коммуны — Кальвадос. Входит в состав кантона Эвреси. Округ коммуны — Кан.
Код INSEE коммуны — 14213.

## Население
Население коммуны на 2010 год составляло 443 человека.
| 1962 | 1968 | 1975 | 1982 | 1990 | 1999 | 2010 |
| ---- | ---- | ---- | ---- | ---- | ---- | ---- |
| 312  | 292  | 276  | 312  | 327  | 382  | 443  |

## Экономика
В 2010 году среди 294 человек трудоспособного возраста (15—64 лет) 235 были экономически активными, 59 — неактивными (показатель активности — 79,9 %, в 1999 году было 67,2 %). Из 235 активных жителей работали 210 человек (116 мужчин и 94 женщины), безработных было 25 (11 мужчин и 14 женщин). Среди 59 неактивных 16 человек были учениками или студентами, 21 — пенсионерами, 22 были неактивными по другим причинам.